# Свято-Успенский Оренбургский женский монастырь
Оренбургский Успенский женский монастырь — женский православный монастырь, расположенный в Оренбурге. Основан в 1872 году, закрыт в 1923 году, воссоздан в 2013 году.
Полное наименование — Оренбургский Свято-Успенский женский монастырь Оренбургской Епархии Русской Православной Церкви (Московский Патриархат).

## История

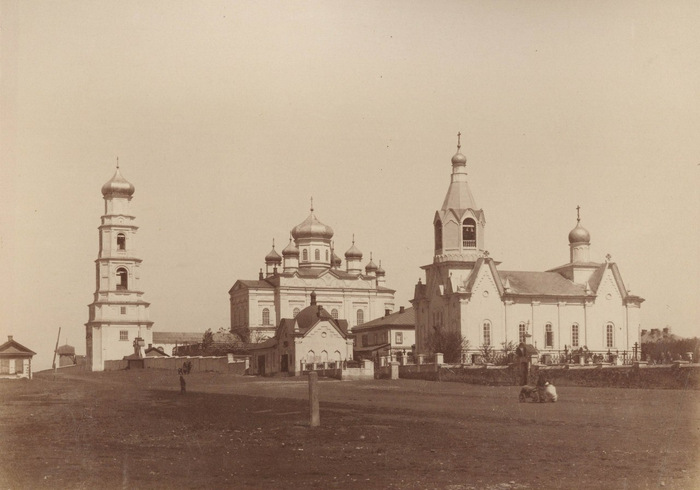
Свято-Успенский Оренбургский женский монастырь до разрушения

Монастырь был основан Татьяной Кононовой (урождённой — Амарцевой, в монашестве — Таисия), которая стала его первой игуменьей. Предшественником монастыря была женская духовная община, созданная в середине XIX века при Покровской церкви и официально открытая в 1866 году. В 1864—1865 годах на выделенным властями за несколько лет до этого участке для общины был построен двухэтажный «белый» корпус келий, а в 1867 году была освящена домовая церковь во имя свт. Николая Чудотворца. Значительную материальную помощь общине на первых порах оказал местный купец Н. М. Деев.
В 1872 году община была преобразована в Успенский общежительный женский монастырь. В 1868—1881 годах был возведён двухэтажный каменный храм во имя Успения Пресвятой Богородицы (архитектор — К. А. Тон), в росписи которого участвовал художник Л. В. Попов. В это же время постепенно сооружались различные жилые и хозяйственные постройки монастыря, в частности в 1881 году был выстроен двухэтажный «красный» корпус келий. В 1887—1888 годах над главными воротами обители была построена каменная колокольня, на втором этаже которой несколько позже возведён храм в честь Иверской иконы Божией Матери (в память избавления монастыря от разрушительных пожаров 1879 года, практически уничтоживших город).
В 1891 году игуменья Таисия скончалась, а с 1892 года обитель возглавляла игуменья Иннокентия (1841—1913, в миру — Агафья Подковырова). В 1890—1900-е годы монастырь продолжал активно строиться, в частности в 1907 году было закончено сооружение каменного корпуса для рукодельных мастерских. Сельскохозяйственная и животноводческая деятельность (весьма интенсивная: монастырь не просто обеспечивал себя пропитанием, но и продавал сотни пудов злаков и овощей, а также мёд и домашнюю птицу), в основном, велась на хуторе на р. Каргалке, находившимся в 35 верстах от города (соответствующие земли были выделены общине ещё в 1868 году). В 1901—1904 годах на хуторе был возведён деревянный храм во имя Архистратига Божия Михаила. В самом монастыре действовали свечной завод, пекарня, снабжавшая просфорами все церкви Оренбурга, 19 мастерских: в основном, изготавливали разнообразную одежду (как простую верхнюю одежду, так и модные платья), одеяла, ковры, пуховые платки, но существовали также живописная, чеканная, позолотная, малярная и переплётная мастерские.
На рубеже веков монастырь был наиболее богатой обителью края. Помимо интенсивной хозяйственной деятельности обители этому способствовали многочисленные пожертвования (в том числе жертвовались крупные земельные участки и недвижимость), а также соседство с главным христианским кладбищем города. На собственном кладбище монастыря было похоронено несколько государственных деятелей, в том числе губернаторы Е. И. Зенгбуш (1823—1878) и М. И. Астафьев (1821—1884).
Монастырь также вёл активную религиозную и просветительскую деятельность. Обитель посещали местные жители и многочисленные богомольцы: здесь хранились местночтимые иконы Божией Матери: «Утоли моя печали», Иверская и Козельщанская, а также другие православные святыни. В 1870 году ещё при общине была организована школа грамоты для девочек, в 1891 году преобразованная в одноклассную церковно-приходскую школу. В том же году при монастыре был открыт приют для девочек-сирот. Также при монастыре существовала больница, а после начала Первой мировой войны был организован лазарет.
В 1923 году Успенский женский монастырь был закрыт. В течение 1920-х годов были уничтожены многие сооружения монастыря, в том числе в 1928 году были взорваны храм и колокольня. По утверждению краеведа Глеба Михайловича Десяткова, была уничтожена «одна из великолепнейших жемчужин архитектуры» города Оренбурга. Выселенные монахини устраивались на жительство в частных домах, преимущественно в Форштадте, зарабатывая себе на жизнь рукоделием. Монастырские владения были переданы в пользование школы воздушного боя.

## Современная обитель
Решением Священного Синода от 25-26 декабря 2013 года было решено открыть в Оренбурге Успенский женский монастырь и назначить монахиню Флору (Новицкую) на должность игуменьи.

## Руководство
Монастырь относится к Русской Православной Церкви Московского патриархата. Правящий архиерей: Вениамин, митрополит Оренбургский и Саракташский. Настоятельница: игуменья Флора (Новицкая).